# Zalew w Koprzywnicy
Zalew w Koprzywnicy (także: Koprzywianka) – sztuczny zbiornik wodny w zachodniej części Koprzywnicy (województwo świętokrzyskie), w Niecce Połanieckiej, na rzece Koprzywiance.
Sztuczny zbiornik o charakterze rekreacyjnym zlokalizowany jest wzdłuż ulicy Floriańskiej, równolegle do rzeki Koprzywianki, na zachód od opactwa cysterskiego i kościoła św. Floriana. Akwen składa się z dwóch części: zbiornika głównego, zachodniego o nazwie „Danusia” oraz mniejszego, wschodniego o nazwie „Hania”. Oba mają łączną powierzchnię 17 hektarów (największa głębokość to około 2 metry). W 2013 rozbudowano infrastrukturę turystyczną zalewu, wykorzystując m.in. środki z programu Rozwoju Obszarów Wiejskich. Latem funkcjonuje tu kąpielisko strzeżone.

## Galeria

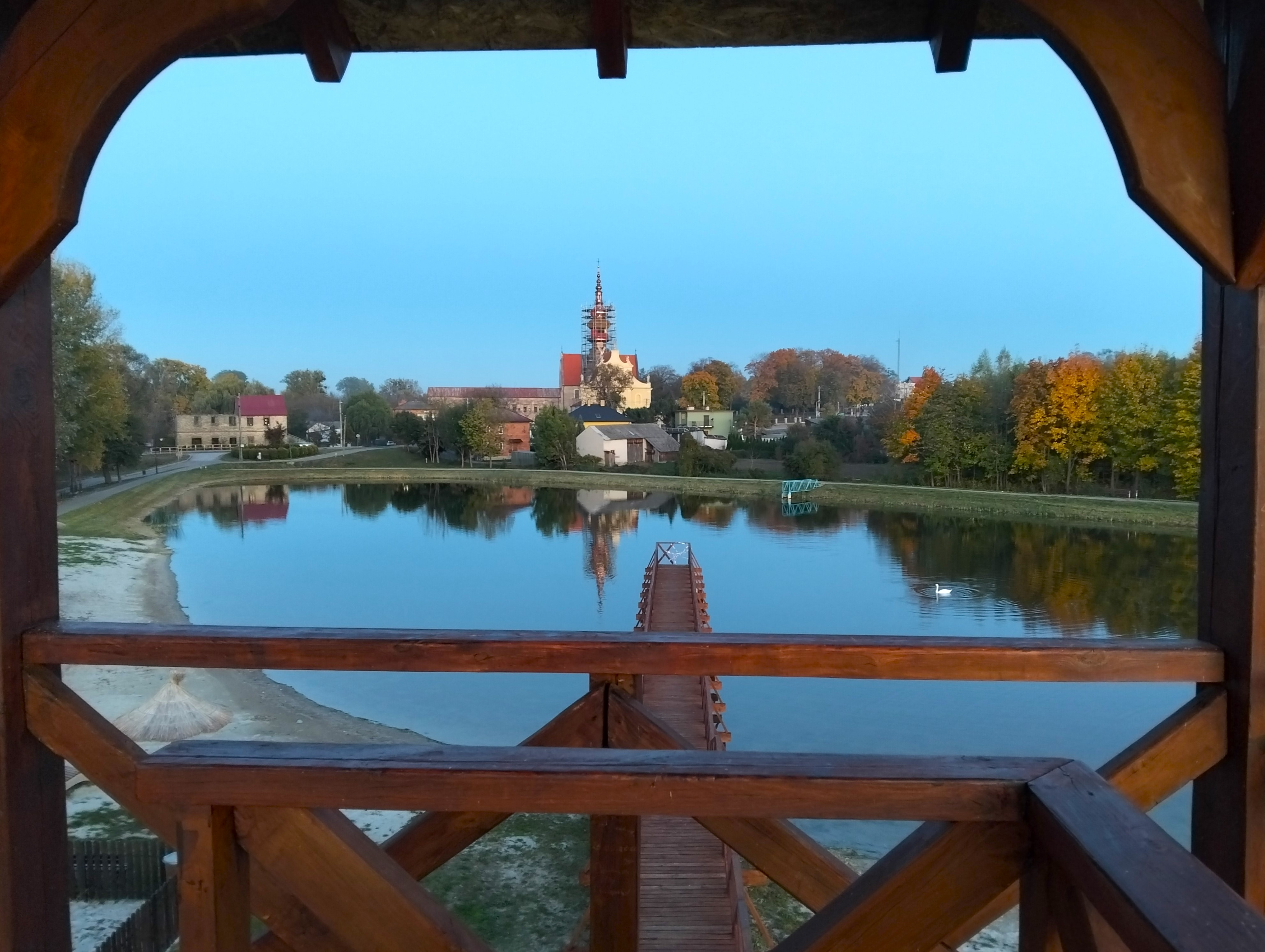
Zbiornik mniejszy ("Hania")
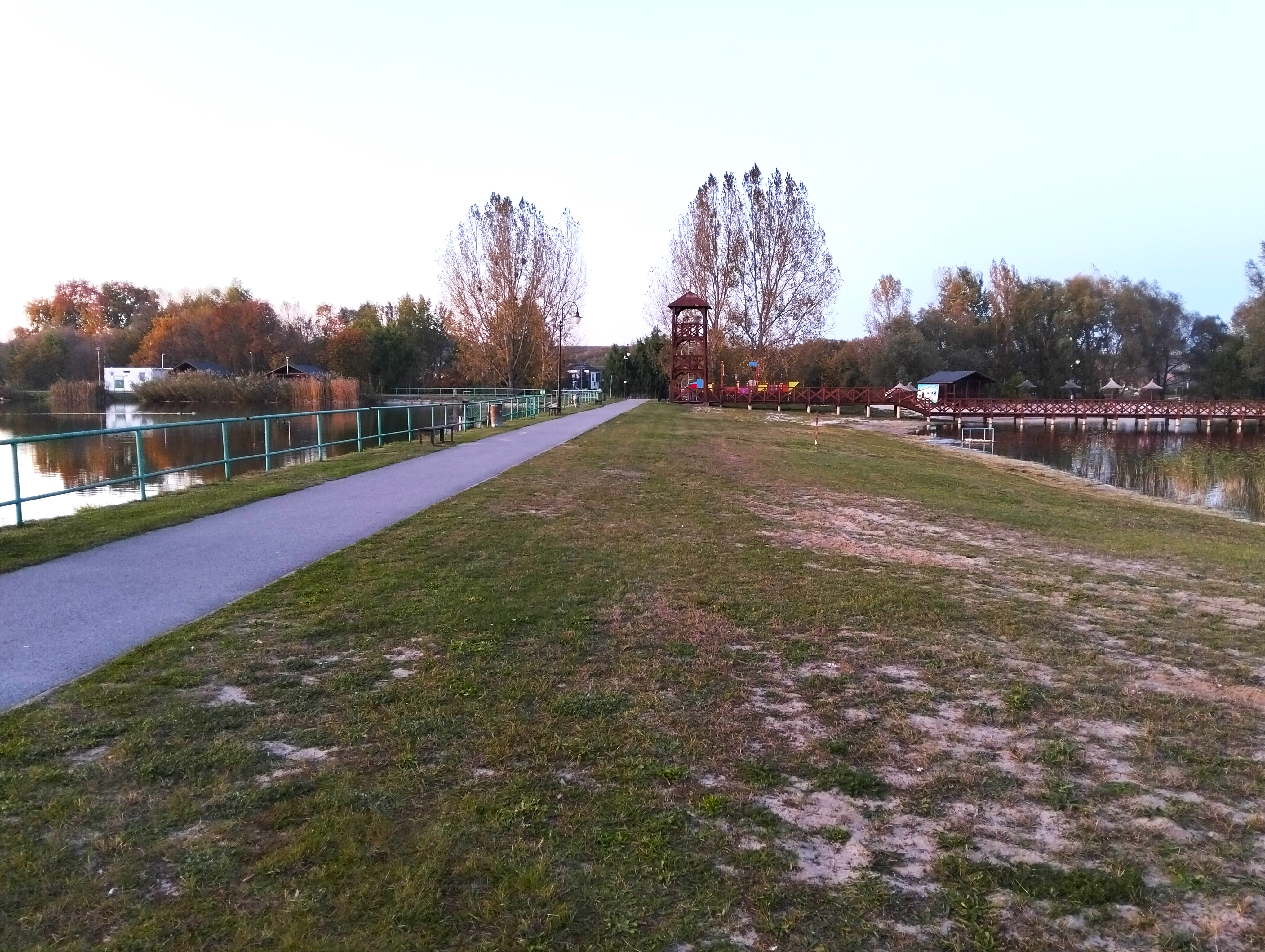
Grobla między zbiornikami
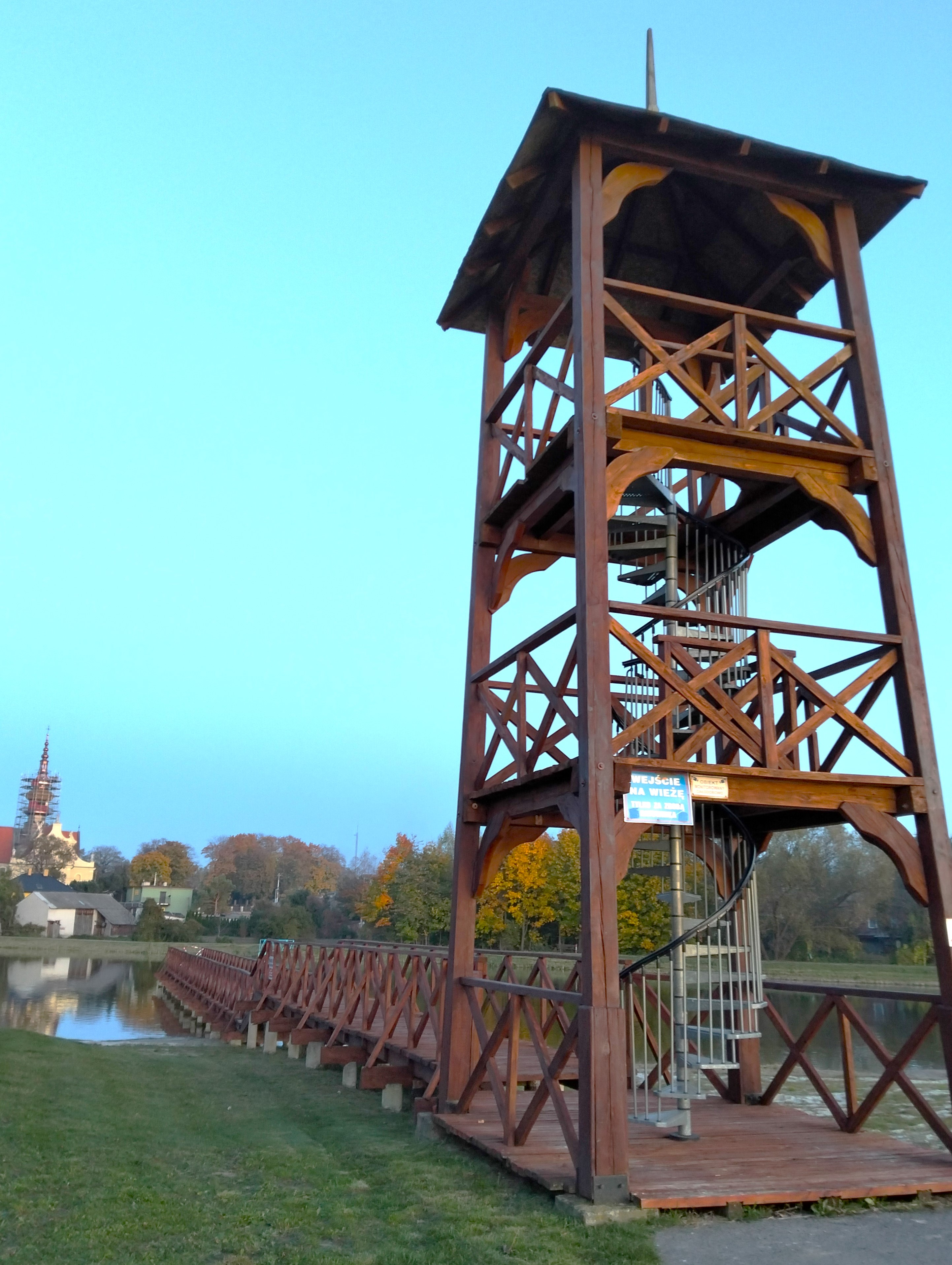
Wieża widokowa